# Josep Tarradellas
Josep Tarradellas i Joan (Cervelló, 19 januari 1899 - Barcelona, 10 juni 1988) was een Catalaans politicus en president in ballingschap en voorlopig president van de Catalaanse regering tijdens de Spaanse democratische overgang (1975-1978).
Tarradellas sloot zich in 1916 aan bij de Catalaanse nationalistische beweging en hij werd in 1931 in het regionale parlement van Catalonië gekozen. In hetzelfde jaar werd hij tevens secretaris-generaal van Esquerra Republicana de Catalunya (ERC), toen de grootste partij in Catalonië. Ook werd hij in dat jaar afgevaardigde in de Cortes Generales, het Spaanse parlement.
Tijdens de Spaanse Burgeroorlog was Tarradellas Conseller (minister in de Catalaanse regering) van Openbare Werken, Economie en Cultuur. Hij was na president Lluís Companys de belangrijkste man binnen de Catalaanse autonome regering. In de eerste maanden van de burgeroorlog was hij verbindingsman tussen de Generalitat (regering) en het Militiecomité, dat door anarchisten van de Confederació Nacional del Treball(CNT) en trotskisten van de Partido Obrero de Unificación Marxista (POUM) gedomineerd werd.
In 1939, aan het einde van de burgeroorlog, week hij uit naar Frankrijk. Na het aftreden van Josep Irla i Bosch als president in ballingschap (1954) werd hij in Mexico in een van de laatste ambassades van de Spaanse republiek tot zijn opvolger verkozen. Na de dood van dictator Franco in 1975 voerde Tarradellas besprekingen met de Spaanse premier van de overgangsregering van Adolfo Suárez over het herstel van de Catalaanse autonomie. In oktober 1977 werd de autonomie van Catalonië hersteld. Tarradellas keerde naar Barcelona terug en zette daar een regionale interim-regering op. In april 1980 volgde Jordi Pujol i Soley Tarradellas - na de eerste verkiezingen sedert 44 jaar - op als president van de Generalitat. Bij zijn terugkeer waren zijn eerste, beroemd geworden woorden: “Ja soc aquí”, vertaald: “Ik ben hier al”.
- Biblioteca Nacional de España: XX889365
- Bibliothèque nationale de France: cb150327435 (data)
- Catàleg d'autoritats de noms i títols de Catalunya: 981058516485606706
- Gemeinsame Normdatei: 12307939X
- International Standard Name Identifier: 0000 0000 5951 3047
- Library of Congress Control Number: n50008193
- Nationale Bibliotheek van Polen: a0000002674016
- Nederlandse Thesaurus van Auteursnamen: 151250243
- Système universitaire de documentation: 05920754X
- Virtual International Authority File: 76597869
- WorldCat: E39PBJhMpDJCrMwDpvPKyYCRKd